# Henrik Christoffer Klint (1773–1832)
Henrik Christoffer (eller Christian) Klint, född 4 april 1773, död 5 mars 1832, var en svensk guldsmed.
Han var son till Henrik Christoffer Klint och gift med Fredrique Schwan samt far till Johan Henric Klint och bror till skulptören Gustaf Adolf Klint och guldsmeden Johan Ludvig Klint (1785–1840) i Norrtälje. Henrik Christoffer Klint inskrevs 5 februari 1790 i lära hos Petter Eneroth och utskrevs därifrån 1793. Han blev guldsmedsmästare 1803 med en tekanna till vilken ritningen finns på Nationalmuseum. Han stämplade 1808–1820 och intogs 1825 på borgerskapets gubbhus.
Han var verksam som guldsmedsmästare i Stockholm. Klint är representerad vid Nationalmuseum med ritningar till en kaffekanna och en Serafimerorden Kraschan vid Livrustkammaren.